# Sibyllina Biscossi
Sibyllina Biscossi, auch Sibillina Biscossi oder Sibylle Biscossi (* 1287 in Pavia; † 19. März 1367 ebenda) war eine italienische Terziarin des Predigerordens. Sie lebte von 1302 bis zu ihrem Tode 1367 als Reklusin. In der  römisch-katholischen Kirche wird Sibyllina Biscotti, die schon zu Lebzeiten im Ruf der Heiligkeit stand, als Selige verehrt.

## Leben
Früh verwaist musste Sibyllina ihren Lebensunterhalt als Magd verdienen. Im Alter von 12 Jahren begann sie zu erblinden und schloss sich dem Dritten Orden der Dominikaner an. Im Jahre 1302 nahm sie ein Leben als Reklusin auf. Ihre Zelle lag unmittelbar neben der Klosterkirche in Pavia. Hier verbrachte sie sechzig Jahre lang ein durch Buße geprägtes Leben. Viele Gläubige und hochgestellte Persönlichkeiten suchten bei ihr Rat. Nach ihrem Tod wurde sie in der Dominikanerkirche von Pavia beigesetzt. Dieser Ort entwickelte sich bald zu einem Pilgerort, an dem sich wundersame Heilungen ereignet haben sollen.

## Verehrung und Darstellung
Papst Pius IX. sprach Sibyllina Biscotti 1854 von selig. Sie gilt als Schutzpatronin der Dienstmägde. In der christlichen Ikonographie wird sie im Habit einer Dominikanerterziarin  dargestellt; ihr Attribut ist das Jesuskind.